# Josep Canal i Roquet
Josep Canal i Roquet (Girona, 27 de gener de 1920 – 19 de novembre de 2013) fou un historiador i arqueòleg català que destacà per la seva participació en l'excavació i identificació d'indústries humanes en els jaciments del Paleolític inferior de Serinyà, Montgrí, Puig d'en Roca, entre d'altres. Va ser membre fundador de l'Associació Arqueològica de Girona. Com a investigador, dugué a terme diversos treballs de recerca sobre la història de la ciutat de Girona com també de la història medieval de les comarques gironines, particularment de la guerra dels remences.